# Јапански бојни крсташ Конго
Конго (јап:金剛) је био први од четири бојна крсташа класе Конго, и налазио се у саставу царске јапанске морнарице, заједно са бојним крсташима Хиеи, Киришима, и Харуна. Он је током 1930-их прошао више реконструкција, а за време Другог светског рата је учествовао у многим већим поморским операцијама, пре него што је потопљен 1944. године.

## Дизајн и градња
Када је 1908. године, у британској ратној морнарици уведен у наоружања бојни крсташ Инвинсибл, наоружан са 8 топа од 305 mm, учинио је застарелим све бродове у јапанској ратној морнарици, чак и оне који су били још увек само у пројекту. Као одговор, јапански парламент усваја 1911. године, закон о хитном морнаричком проширењу, и обезбеђује новац за пројектовање и изградњу једног бојног брода и четири бојна крсташа, сви типа дреднот. Бојни брод је касније добио име Фусо, а први бојни крсташ је био Конго.
Конго је био последњи већи јапански ратни брод грађен ван земље, будући да је грађен код Викерса у Уједињеном Краљевству. Конго је пројектован од Викерсовог главног конструктора, господина Џорџа Турстона. Независан од чврстог Адмиралштабног правила пројектовања, он постављањем 8 топа главне артиљерије од 356 mm долази до једног лепог и одлично уравнотеженог ратног брода. Кључна особина будућих бродова класе Конго је била та да су све њихове куполе главне артиљерије биле према крми или према прамцу, елиминишући средишње куполе које су имале јако оскудан лук гађања. Турстонов дизајн је толико утицао на британску ратну морнарице, да је она стопирала радове на изградњи бојног крсташа Тајгер, а затим се градња наставила по пројекту сличном дизајну бојних крсташа класе Конго.
Градња бојног крсташа Конго започета 17. јануара у Викерсовом бродоградилишту у месту Бароу, поринут је 18. маја 1912. године, а комплетиран 16. августа 1913. године. Конго је добио име по планини Конго, која се налази у префектури Осака, Јапан. Конго је био први бојни крсташ на свету, који је наоружан топовима главне артиљерије од 356 .
Дана, 28. августа 1913. године, бојни крсташ Конго креће ка Јапану, и стиже у базу Јокосука 5. новембра 1913. године, чиме је значајно ојачао поморку снагу Јапана. Након што је званично ступио у службу, Конго је уврштен у састав 1. бригада бојних бродова.

## Служба

### Први светски рат
Убрзо по уласку у састав јапанске флоте, започео је Први светски рат, у којем је Јапан стао на страни савезника. Конго испловљава 26. августа 1914. године из базе Јокосука и одлази у централни део Пацифичког океана, где је учествовао у операцијама патролирања и ескортовања трупа, које је требало да заузму немачку базу Цингтао, Кина. Након што је свратио до Мидвеја, Конго се враћа 12. септембра у базу Јокосука. То је уједно била и једина борбена мисија коју је Конго извршио за време Првог светског рата.
Неколико пута, током Првог светског рата, британска флота је предлагала свом азијском савезнику, да им да у најам сва четири бојна крсташа класе Конго, међутим такви захтеви су увек одбијени. По оцени неких историчара, да је до таквог договора дошло, исход Јиландске битке, највероватније би био потпуно другачији. Након битке, у којој су британци изгубили између осталог и три бојна крсташа, они су захтевали да се Конго пошаље у британске воде, како би се појачала „Велика флота“, но Јапанци ни овог пута нису желели да прихвате такав предлог.
Бојни крсташ Конго је 1916. године прошао текући ремонт. Током 1917. и 1918. године, Конго се налазио у сатаву 3. бригада бојних бродова, у којој и дочекује крај рата. За време Вашингтонске поморске конференције, судбина бојног крсташа Конго је висила о концу, међутим након договора између Сједињених Америчких Држава, Велике Британије и Јапана, о дозвољеној пропорцији капиталних бродова (5:5:3), решене су све дилеме о опстанку бојног крсташа Конго у састав јапанске морнарице. Бојни крсташи, или по негде бојни бродови класе Конго су заузимали веома важно место у тактичкој шеми јапанске ратне морнарице.

### Између два рата
У периоду између два светска рата, Конго је два пута прошао кроз веће реконструкције. Јапанска морнарица је била 1929. године у немогућности да започне изградњу нових бојних бродова, пошто је на Вашингтонској поморској конференцији одређен лимит за бојне бродове 5:5:3. Из тог разлога, на бојним крсташима класе Конго, је отпочета прва велика реконструкција, за време које они добијају дебљи хоризонтални оклоп, и побољшану заштиту погонског дела. Број торпедних цеви је смањен од 8 на 4, а постављена је опрема за ношење 3 хидроавиоан. Ширина трупа је повећана монтираљем блистера на 31,05 метара. Вертикални угао дејства топова главне артиљерије, повећан је на 43 степени, што је повећало домет на 33.000 метара. Монтирани су пагода јерболи, који су повећали горње масе. Свих 36 котлова марке Јароу су одстрањени, а постављена су 10 нова (6 котла на угаљ и 4 котла на нафту). Када је реконструкција завршена 21. марта 1931. године, бродови класе Конго су прекласификовани у бојне бродове.
Јапан престаје да признаје 1933. године, одредбе Вашинсктонске поморске конференције и 1935. године поново почиње нова реконструкција бродова класе Конго. Њихов труп је продужен за скоро 8 метара. На бојном крсташу Конго су апгрејдовани његови Кампон котлови на нафту као и Парсонове турбине. Такође је постављен један катапулт и шине за три хидроавиона Накаџима Е8Н1 и Каваниши Е7K1. Његова максимална брзина је повећана на 30 kn (56 km/h), и он је прекласификован у „Брзи бојни брод“. Реконструкција је завршена 8. јануара 1937. године.
Пошто су Конго и његови бродови близанци у оригиналу били бојни крсташи, грађени за велике брзине, они су у почетку били једини бојни бродови који су могли обезбедити заштиту брзим носачима авиона. Тако је њихова употреба дала одличну тешку заштиту за носаче авиона, који су у почетку служили као кључни офанзивни елемент у јапанској ратној морнарици.
- Тактичко технички подаци бојног крсташа Конго:[1]

|                                  | Ступање у строј                      | После прве реконструкције            | После друге реконструкције   |
| -------------------------------- | ------------------------------------ | ------------------------------------ | ---------------------------- |
| Датум:                           | август 1913.                         | март 1931.                           | јануар 1937.                 |
| Стандардна тежина:               | 26.330 тона                          | 29.330 тона                          | 32.156 тона                  |
| Пуна тежина:                     | 27.900 тона                          | 31.788 тона                          | 36.610 тона                  |
| Дужина:                          | 215,18 метара                        | 215,18 метара                        | 222,50 метара                |
| Ширина:                          | 28,04 метара                         | 29,33/31,05 метара                   | 29,33/31,05 метара           |
| Газ (средњи):                    | 8,24 метара                          | 8,54 метара                          | 9,47 метара                  |
| Погон:                           | 36 котлова „Јароу“                   | 10 котлова „Канпон“                  | 8 котлова „Канпон“           |
| Снага:                           | 64.000 КС (4 парне турбине)          | 64.000 КС (4 парне турбине)          | 136.000 КС (4 парне турбине) |
| Брзина:                          | 27,50 kn (50,93 km/h)                | 28,90 kn (53,52 km/h)                | 30,30 kn (56,12 km/h)        |
| Даљина пловљења:                 | 8.000 наутичких миља/14 kn (26 km/h) | 9.600 наутичких миља/14 kn (26 km/h) | 10.000 наутичких миља/14     |
| Количина горива:                 | 4.500 тона угља + 1.000 тона нафте   | 2.661 тона угља + 3.292 тона нафте   | 6.330 тона нафте             |
| Посада:                          | 1.221 људи                           | 1.197 људи                           | 1442 људи                    |
| Главна артиљерија:               | 4×2 356                              | 4×2 356                              | 4×2 356                      |
| Универзална артиљерија:          | 16×1 152                             | 16×1 152                             | 14×1 152                     |
| Ташка противавионска артиљерија: | 4×1 80 mm                              | 7×1 80 mm                              | 4× 2 127                     |
| Лака противавионска артиљерија:  | -                                    | -                                    | 20×1 25                      |
| Митраљези:                       | -                                    | -                                    | 8×1 13                       |
| Торпедне цеви:                   | 8                                    | 4                                    | -                            |
| Авио-група:                      | -                                    | 3 хидроавиона                        | 3 хидроавиона                |

### Рана фаза рата на пацифику
Бојни крсташ Конго је дочекао почетак Другог светског рата на Пацифику под командом капетана Тимиђи Којанагија. Дана, 1. августа 1941. године, Конго је заједно са бојним крсташима Хиеи, Киришима и Харуна, уврштен у састав 3. дивизије бојних бродова, Прве флоте, и базира у Хаширађими, залив Хирошима. Друго одељење 3. дивизије бојних бродова, која се састојала од бродова Конго и Харуна, било је 29. новембра 1941. године придодато Другој флоти адмирала Нобутаке Конде. Они су уврштени у састав „Главних снага“ јужних (Малајских) снага, заједно са 4. дивизијом крстарица – Атаго, Маја и Такао, као и 8 разарача, и напуштају базу Макунг, Пескадорска острва. Ове снаге се враћају 2. децембра у базу Макунг, и бивају обавештене да ће непријатељство против савезника отпочети 8. децембра 1941. године.
Дана, 4. децембра 1941. године, „Главне снаге“ напуштају Макунг, и плове Јужно-кинеским морем, како би пружиле даљну заштити инвазионим снагама. По подне, 9. децембра, „Главне снаге“ су се налазиле југосточно од Француске Индокине, у близини Поуло-Кондорских острва, када је јапанска подморница И-65 опазила један састав британских бродова, како плови у правцу северозапада. Ове су биле „Снаге З“, под командом адмирала Сер Тома С. В. Филипса, које су напустиле Сингапур и пробале да спрече јапанско искрцавање на Малају. „Снаге З“, су се састојале од два капитална брода, модерног бојног бода Принс оф Велс и модернизованог бојног крсташа Рипалс, саграђеног још за време Првог светског рата, праћени са четири разарача, од којих су само два била модерна.
Јапанске „Главне снаге“ су се припремиле за једну ноћну битку са „Снагама 3“, али су биле немоћне да остваре контакт, упркос што су се две флоте једног тренутка мимоишле на само 5 наутичких миља. Касније, 10. децембра 1941. године, „Главне снаге“ и остали бродови који су се приључили потрази, повлаче се након што су примили извешатај да су оба велика британска брода нападнута и потопљена од 85 јапанских бомбардера и торпедних бомбардера, који су долетели из Сајгона и Ту Дау Мота, Француска Идокина.
„Главне снаге” су током наредна два месеца употрбљене у обезбеђењу неколико инвазија; заштита другог конвоја за Малаје, док се налазио југоисточно од Натунских острва; заштита искрцавања у залив Лингајен на Филипинима; и пружање даље заштите из околине базе Палау, за ваздушни удар на острво Амбон, Холандска Источна Индија. Дана, 21. фебруара 1942. године, „Главне снаге“ упловљавају у залив Старинг, у близини места Кендари, Целебес, и састаја се са ударном групом носача авиона вице-адмирача Чуичи Нагуме, која је 19. фебруара извела ваздушни удар на базу Дарвин, Аустралија. Четири дана касније, Конго, Харуна, Атаго, Такао и два разарача напуштају „Главне снаге“, под командом вицеадмирала Нобутаке Конде, и учествују у „Опеарцији Ј“ – инвазија на Холандску Источну Индију. Док се налазила на задатку лова на бродове који покушавају да побегну са Јаве, 2. секција 3. дивизије бојних бродова, 7. марта 1942. године бомбардује Божићно острво, које се налази на око 190 наутичких миља јужно од Јаве. Јапански бродови се враћају 9. марта у залив Старинг, након што су холандске трупе у Холандској Источној Индији капитулирале. Кондине снаге су потопиле укупно 8 британских, америчких и холандских бродова. Од 10. до 25. марта 1942. године, посада бојног крсташа Конго, као и посаде осталих јапанских бојних крсташа, добијају заслужени одмор након три месеца константних операција.
Дана, 26. марта 1942. године, 3. дивизија бојних бродова напуста залив Старинг и преко Тиморског мора улази у Индијски океан, заједно са носачима авиона Акаги, Хирју, Сорју, Шокаку и Зуикаку. Током Индијско океанског препада, Јапанци су 5. априла 1942. године напали британске снаге у бази Коломбо, а четири дана касније и базу Тринкомали, обе на Целјону. За време борбе у области око Тринкомалија, Конго је нападнут од 9 британских бомбардера Бристол Бленхајм из 11. бомбардерске ескадриле РАФ-а. Бристоли нису постигли ниједан погодак, а 5 их је оборено од јапанских ловаца Зеро. Након завршених операција по Индијском океану, Конго се враћа у Јапан, где у Сасебу одлази у суви док ради модернизације његовог протв-авионског наоружања. Ремонт је трајао од 23. априла до 2. маја 1942. године.

### Мидвеј и Гвадалканал
Дана, 27. маја 1942. године, Конго и Хиеи напуштају базу Хаширађима, поново у ставу 3. дивизије бојних бродова, секција 1, као део главних снага Друге флоте, заједно са 5 крстарица и 7 разарача, ради учешћа у Мидвејско-Алеутској операцији. Два дана након изненадног губитка носача авиона Кага, Акаги, Сорју и Хирју, 6. јуна 1942. године, у бици за Мидвеј, адмирал Исороку Јамамото наређује 3. дивизији бојних бродова и осталим бродовима њихове групе, да се издвоје из састава 2. флоте и оду на север, где треба да се састану са носачима авиона Џунјо и Рјуџо, а затим да нападну Алеутска острва. Касније појачане носачем авиона Зуикаку, ове снаге патролирају на око 700 наутичких миља, јужно од острва Киска, у ишчекивању америчког контра-напада, до ког није дошло.
Од средине јула, Конго и Харуна су поново ангажовани у састав 2. флоте - истурене снаге, извиђачке групе, 3. дивизије бојних бродова. Дана 11. септембра 1942. године, 3. дивизија бојних бродова, напушта атол Трук и креће ка Соломоновим острвима, уз то су се Другој флоти придружили носачи авиона Треће флоте, ради учешћа у бици за Гвадалканал, која је отпочела 7. августа, савезничким искрцавањем на ово острво. Три дана касније, Конго је био нападнут од 8 тешких бомбардера, али је прошао без оштећења. Јапанска флота добија наређење 20. септембра да се врати у базу на атолу Трук, али 3. дивизија бојних бродова, лака крстарица Исузу и 9 разарача су ангажоване као резервне бомбардерске снаге. Конго и Харуна гранатирају аеродром Хендерсеново поље на Гвадалканалу, почевши од 01:27 сати, 13. октобра 1942. године. Конго и Харуна пролазе поред рта Лунга Поинт, пловећи ка истоку, и пуцају из својих топова главне артиљерије, преко десног бока, а затим се окрећу за 180 степени и плове назад, пуцајући овог пута преко левог бока. Амерички топови обалне артиљерије од 152 mm, одговарају на јапанску ватру, али нису имали довољно велики домет да би достигли јапанске бојне крсташе. Бојни крсташ Конго је испалио укупно: 104 граната 356 mm Тип-3 „Саншикадан“, 331 гранату 356 mm Тип-1, и 27 граната од 152 mm. Ово је било прво коришћење, граната Тип-3, у Другом светском рату. Више од 40 америчких авиона је уништено на земљи, приликом овог гранатирања, а аеродром је био привремено неупотребљив. Један амерички напад са четири торпедна чамца, је одбијен дејством јапанских разарача. Гранатирање Гвадалканала је завршено у 02:30 сати.
Дана, 25. октобра 1942. године, јапанске истурене снаге, извиђачке групе, 3. дивизије бојних бродова, су биле на око 525 наутичких миља, северозападно од острва Еспириту Санто, када су опажене од једног бомбардера Б-17 летећа тврђава. Током следећег дана, долази до битке код Санта Круз острва, у којој је Конго нападнут од четири торпедних бомбардера  авенџер, који су долетели са носача авиона Ентерпрајс, али пролази без оштећења. По завршеној бици, Конго се враћа у базу на атолу Трук, а 1. новембра 1942. године, његов заповедник, капетан Којанаги, је унапређен у чин контра-адмилрала.
Осам дана касније, 3. дивизија бојних бродова напуста базу Трук, и одлази ка Онтонг Јава платоу, северно од Соломонових острва, као део заштите главних снага. Покушај да се открије и потопи амерички носач авиона Ентерпрајс, ваздушним нападима, није успео. Током поморске битке за Гвадалканал, која је отпочела 12. новембра, 3. дивизија бојних бродова је служила као даља заштита за снаге које је требало да гранатирају аеродром Хендерсенопво поље, пре него што је повучена 15. новембра. Дана, 16. новембра 1942. године, капетан Иђуин Мацуђи, постаје командант бојног крсташа Конго, а контраадмирал Којанаги преузима команду над једном флотилом разарача у Рабаулу. Од 30. јануара 1943. године, једна јапанска оперативна група ратних бродова из Друге и Треће флоте, у којој се налазио и бојни крсташ Конго, плови северно од Соломонових острва, изводећи лажни напад, док је група разарача извршила успешну евакуацију преосталих јапанских трупа са Гвадалкана – Операција Ке. По завршеној евакуацији, Конго одлази у Сасебо.

### Акције у централно Пацифику
Од 27. фебруара до 13. марта 1943. године, Конго се налазио у сувом доку, ради модернизације. Том приликом је додата бетонска заштита око механизма за кормиларење, постављене су нове непропусне прграде, инсталиране су пумпе за гориво (за хитне случајево), а неколико топова од 152 mm је замењено против авионским топовима. Ове мере су урађен, као последица потапања бојних крсташа Хиеи и Киришима, током поморске битке за Гвадалканал. Трећа дивизија бојних бродова се вратила у базу Трук 12. маја 1943. године. Свега 5 дана касније 3. дивизија бојних бродова одлази у базу Јокосука, где ја увршета у оперативне снаге Ату, заједно са бојним бродом Мусаши, носачима авиона Џунјо и Хијо, тешким крстарицама Тоне и Чикума и 9 разарача, као одговор на америчко искрцавање на острво Ату. У Токијском заливу, 22. маја, овој групи су се придружили носачи авиона Зуикаку, Шокаку, и Зуихо, тешке крстарице Кумано, Могами и Сузуја, и лаке крстарице Агано и Ојодо. Међутим, ове снаге не одлазе у контра-напад ка острву Ату, пошто су у међувремену Американци освојили цело острво, и јапанска оперативна група је расформирана. Капетан Шимазаки Тошио преузима команду над бојним крсташем Конго 17. јула 1943. године, пошто је капетан Иђуин унапређен у чин контраадмирал, и преузео је команду над 3. флотилом разарача, у саставу Друге флоте. Јапански дешифранти, пресрећу и дешифрују једну америчку радио-поруку, у којој се наговештава да америчка оперативна ескадра ТФ 18, са 6 носача авиона, под командом контраадмирала Алфреда Монтгомерија, планира да изведе нови ваздушни удар на острво Вејк. Адмирал Минеичи Кога сакупља своје ратне бродове (бојни бродови Јамато, Мусаши, Нагато и Фусо; бојни крсташи Конго и Харуна; носачи авиона Шокаку, Зуикаку и Зуихо; тешке крстарице Атаго, Такао, Маја, Чокаи, Сузуја и Могами; лаке крстарице Агано, Ноширо и Ојодо; већи број разарача) и одлази из базе Трук, у нади ће да пресретне америчке бродове, међутим контакт није успостављен.
 Од 30. јануара до 14. фебруара 1944. године, Конго се налази на ремонту у сувом доку у Сасебу. Током ремонта одстрањена су 4 топа од 152 mm и 2 двоцевна против-авионска топа од 25 mm, а постављена су 2 двоцевна тешка против-авионска топа од 127 mm и 4 троцевна против-авионска топа од 25 mm. Почетком марта 1944. године, 3. дивизија бојних бродова искрцава трупе на Линга острва, јужно од Сингапура, а затим отпочиње са тренажним вежбама. Дана, 11. маја, 3. дивизија бојних бродова одлази заједмо са Куритиним снагама „Ц“ (бојни бродови Јамато и Мусаши; носачи авиона Читосе, Чијода и Зуихо; тешке крстарице Атаго, Такао, Маја, Кумано, Сузуја, Тоне, Чикума; лака крстарица Ноширо; 6 разарача), напуштају Линга острва и и одлазе у базу Тави-Тави, на крајњем југу Филипинских острва. Дана, 13. јуна 1944. године, дат је сигнал за стартовање операције А-ГО – одбрана Маријанских острва, која се претворила у битку познату као битка у Филипинском мору, и јапанске Мобилне снаге напустају базу Тави-Тави, али су опажене од америчке подморнице Редфаин, одмах по испловљавању. Јапанска флота стиже у базу на острву Гуимарас следећег дана, а 15. јуна док је пловила Висајанским морем, опажена је од америчке подморнице Флајинг Фиш. Два дана касније, у Филипинском мору, уочена је од америчке подморнице Кавала. За време битке у Филипинском мору, 3. дивизија бојних бродова и носач авиона Чијода су нападнути од обрушавајућих бомбардера  хелдајвер и торпедних бомбардера  авенџер, који су долетели са америчких носача авиона Банкер Хил, Кабот и Монтреј. Конго пролази без оштећења, док су Харуна и Чијода оштећени током битке, у којој су Јапанци изгубили 3 носача авиона. Јапанска флота се враћа у залив Нагасуки, на Окинави.
Од 30. јуна до 7. јула 1944. године, Конго се налази у сувом доку, и том приликом су, његов радар и контрола артиљерије побољшани, а инсталирана су још 12 троцевна и 40 једноцевна против-авионских топа од 25 mm. Након ове модернизације, његово секундарно наоружање се састојалоод 8 једноцевних топова 152 mm и 6 двоцевних топова од 127 mm, а прој против-авионских цеви од 25 mm, повећан је на 100. По изласку из сувог дока, Конго пребацује наоружање и трупе до залива Нагасуку, а затим одлазу ка острвима Линга, где се придружио бојном крсташу Харуна. Септембра месеца, на Конгу је извршена последња модернизација, постављањем још 18 топова од 25 mm, чиме је број против-авионских топова 25 mm, достигао број од 118 цеви.

### Битка у заливу Лејте
Дана, 22. октобра 1944. године, Конго напуста Брунејски залив, Борнео, као заставни брод Друге секције „Централних снага“ вице-адмтрала Курите, и у опеарцији Шо-Го 1 пловио је одмах иза Секције један. Друга секција се састојала од 3. дивизије бојних бродова, 4 тешке крстарице 7. дивизије крстарица, 2 тешке крстарице 5. дивизије крстарица, и 10 разарача 2. флотиле разарача, предвођене лаком крстарицом Ноширо. Исход серије сукоба, који су познати као Битка у заливу Лејте, био је потпуни пораз јапанских поморских снага.
После поноћи 23. октобра 1944. године, „Централне снаге“ су нападнуте од две америчке подморнице, у бици у Палаванском прлазу. У овом нападу су потопљене две јапанске тешке крстарице (Атаго и Маја), а једна је теже оштећена (Такао), док бојни брод Конго пролази без оштећења. Следећег дана, 24. октобра, „Централне снаге“ су нападнуте од око 250 америчких палубних авиона, у бици у Субијанском мору, у којој је потопљен јапански бојни брод Мусаши, а бојни крташ Харуна је оштећен. Услед губитка бродова, Курита издаје наређење да се „Централне снаге“ врате назад. Међутим, касније издаје ново наређење, у коме се захтева да бродови поново крену према америчким инвазионим снага, и прођу кроз пролаз Сан Бернардино.
 У 00:30 сати, 25. октобра 1944. године, „Централне снаге” пролазе кроз пролаз Сан Бернардино, и крећу у правцу југа, ка заливу Лејте. Пет сата касније, осматрачи на јапанским бродовима уочавају са леве стране, 3 носача авиона и 3 разарача, на даљини од око 23 наутичке миље. Трећој дивизији бојних бродова је било наређено да плови на исток, како би пресекла бекство америчких носача авиона, али Харуна, чији су пропелери оштећени још у бици у Филипинском мору, почиње полако да заостаје. У 05:58 сати, „Централне снаге „ отварају ватру из својих топова ка америчкој оперативној групи ТГ 38.3 - „Тафи 3“, која се састојала од ескортних носача авиона Сент Ло, Вајт Плеинс, Калинин Беи, Феншо Беи, Кеиткун Беи и Гембир Беи, 3 разарача и 4 ескортна разарача.
Два минута касније, Конго отпочиње са ватром из својих топова, са даљине од око 15 наутичких миља (24 km) У 06:22 сати, услед сталних напада авиона Граман F4F, топовима и митраљезима, оштећен је даљиномер за топове главне артиљерије. Три минута након тога, Конго се нашао под ватром топова америчког разарача Хоул, који се приближавао са даљине од 13.000 метара. Разарач Хоул је погођен једном пројектилом 356 mm у командни мост, али при повлачењу он лансира торпеда са даљине од 8.000 метара. У исто време, Конго прекида паљбу из својих топова секундарне артиљерије, пошто даљина на даљиномеру није била подешена за овако блиско ангажовање. У 06:30 сати, осматрачи на Конгу уочавају у води четири трага торпеда, која су испаљена са разарача Хоул, и Конго нагло скреће улево, тако да сва торпеда промашују. У 06:54 сати, амерички разарача Хирмен испаљује три торпеда ка Конгу. Ова торпеда промашују, али присиљавају бојне бродове Јамато и Нагато да побегну 10 наутичких миља ка северу, како би се нашли ван домашаја торпеда. У међувремеу, у 06:55 сати, Конго погађа са неколико узастопних хитаца носач авиона Гембир Беи.
Око 08:00 састи, даљиномер на Конгу је оправљен и он отвара ватру на ескортни разарач Семјуел Б. Робертс. Разарач Робертс је већ био погођен гранатама од 203 mm, а када су га погодили пројектили од 356 mm, проузрокују праву пустош на њему, и он касније тоне у 09:12 сати. У 08:13 сати на Конгу уочавају два нова торпедна трага, али их бојни крсташ успешно избегава. Између 07:55 и 09:10 сати, „Централне снаге“ су потопиле ескортни носач авиона Гембир Беи, разараче Хоул и Џонстон и ескортни разарач Семјуел Б. Робертс.
У 8:25 сати, Такео Курита наређује „Централним снагама“ да крену ка северу, али у 10:20 сати он издаје ново наређење за повратак ка заливу Лејте. Између 10:30 и 13:20 сати, крстарице Чокаи, Чикума и Сузуја су биле тешко оштећене а касније и потопљене. У периоду од 12:28 со 12:48 сати, Конго се нашао под нападом 20 одбрушавајућих бомбардера  хелдајвер из оперативне групе ТГ 38.1 - „Тафи 1". Од експлозије једне бомбе која је пала у непосредној близини, улубљен је десни бок при средини брода, проузроковавши да се морска вода измеша са горивом у тим танковима. Експлозија друге бомбе која је пала у непосредној близини, незнатно савија лопатице оба пропелера на десном боку. У овом нападу на Конго, погинула су 12 члана посаде, а 36 их је рањено.
Са тешко оштећеним снагама и без тактичке котроле, Курита наређује „Централним снагама“ да се окрену назад, и у 21:00 сати оне пролазе кроз пролаз Сан Бернандино. У овој бици, Конго је укупно испалио: 310 граната од 356 mm (99 Тип-3 и 211 Тип-1) и 347 граната од 152 mm (170 Тип-0 и 177 Марк-4), а против-авионских : 2.128 граната 127 mm и 50.230 граната од 25 mm.
Следећег дана око 08:00 сати, док су се налазиле у пролазу Таблас, „Централне снаге“ су нападнуте од 30 авиона TBF авенџер, који су долетели са носача авиона Весп и Купенс, а затим је уследио напад са око 50 авиона Хелдајвер и  авенџер са носача авиона Хорнет. У овим нападима бојни брод Јамато је погођен са две бомбе, иначе то је био једини јапански бојни брод, који није претрпео никаква оштећења у претходниј бици. У 10:40 сати, око 30 тешких бомбардера Б-24 Либератор, из 13. ваздушне армије је извршило напад. Двадесетак минута каснује, 60 авиона из америчких оперативни група ТГ 38.2 и ТГ 38.4, напада и потапа лаку крстарицу Ноширо. Конго није претрпео нова оштећења, и са остатком „Централних снага“ се враћа у базу Брунеј, без нових инцидената.

### Последња пловидба
Конго остаје базиран у заливу Брунеј све до ваздушног напада 40 америчких бомбардера Б-24 Либератор и 15 ловца П-38 Лајтинг, 16. новембра 1944. године. Већина јапанских бродова се до тог времена налазила на нужном ремонту. У 18:30 сати, једна оперативна група јапанских бродова, која се састојала од бојних бродова Јамато, Конго и Нагато (сви оштећени у бици у заливу Лејте), једне лаке крстарице и четири разарача заштите, полази ка бази Куре, ради неопходних ремонта. Бојни крсташ Харуна је био једини бојни брод борбено оспособљен, и послат је 17. новембра ка Јужним снагама. Посаде бојних крсташа Конго и Харуна су реаговале на њихово раздвајање прилично узнемирено, пошто се ова два брода никад нису раздвајала у било којој ратној зони. Командант 3. дивизије бојних бродова, вицеадмирал Јошио Сузуки, је одредио за свој заставни брод, бојни крсташ Конго.
Дана, 20. новембра 1944. године, јапанска оперативна група пролази без инцидента кроз Тајвански пролаз, пловећи брзином од свега 16 kn (30 km/h), ради уштеде горива. Централну линију формације предвогила је лака крстарица Јахаги, а затим су следили бојни крсташ Конго, па бојни брод Нагато, и на зачељу је пловио бојни број Јамато. Разарачи Исоказе и Хамаказе, патролирали су са леве стране, а Ураказе и Јукиказе са десне стране. Са почетком падања мрака, небески свод постаје све тамнији, са видљивошћу од свега 1.400 метара, док је море били прилично мирно, а дувао је слаб ветар. Нешто пре поноћи, вицеадмирал Матоме Угаки је био позван на командни мост бојног брода Јамато, пошто су откривени непријатељски радари, између 0 и 70 стапена. Не знајући да ли радар потиче од непријатељског авиона или подморнице, командант бојног брода Јамато, капетан Моришита, наређује промену курса, уз минималну цик-цак вожњу, како би прошао поред непознатог извора. По издатом наређену, јапанска колона мења курс пловидбе. До 02:30 сати, изгледало је да контакт потиче од авиона, пре него од подморнице, пошто се сматрало да би сигнал нестао чим би подморница заронила ради напада.
Радарски сигнал је у стварности потицао од америчке подморнице Силајен, која је била под командом комодора Елиа Рајха. Ова подморница је позната и као Силајен II, а добила је име по подморници која је потопљена 25. децембра 1941. године код Филипина. Док је патролирала северно од Тајвана, на њеном радару су се појавиле три тачкице, удаљене скоро 40.000 метара, премда су њене радарске таласе већ регистровали на бојном броду Јамато. У почетку је комодор Рајх био убеђен да се на радару виде обриси подморнице Силајен, услед одбијања таласа од острва, али у 00:38 сати радариста даје следећи извешај „Даљина 32.000 јарди! Два брода величине бојног брода, два брода величине крстарице! Курс 060! Брзина 16 kn (30 km/h)! Не плове у цик-цак вожњи!" (друга крстарица је заправо био бојни брод Јамато.) Након што је послао један извештај штабу у Перл Харбору, Рајх се одлучује да прати и нападне непријатеља у површинској пловидби. Ова необична одлука је представљала велики ризик за подморницу, јер у случају да буде откривена, могла би лако да буде потопљена од пројектила великог калибра са бојних бродова.
Подморница Силајен креће пуном брзином, како би дошла у позицију за напад, и од 01:46 сати плови упоредо са левом страном јапанских снага, уз појачани ветар, и са све већим морским таласима. Радар је показивао једну колону коју су чинили; крстарица – бојни брод – бојни брод – крстарица (последњи брод је заправо био Јамато). Јапански састав је мирно пловио без цик-цак вожње, курсем 057, и Силајен долази у 02:45 сати у одличну позицију за напад. Одабравши први бојни брод за своју прву мету, Силајен се припрема за напада. Примећујући да се контакти непријатељских разарача преклапају једни са другим, комодор Рајх наређује да се дубина за торпеда постави на 8 стопа, у нади да ће погодити барем један разарач.
У 02:56 сати, Силајен испаљије 6 торпеда из својих предњих торпедних цеви ка бојном крсташу Конго, са даљине од око 2.700 метара, а зати се окреће и испаљује 3 торпеда из задњих торпедних цеви, ка бојном броду Нагато, у 02:59 сати, са даљине од око 2.800 метара. Након што је испаљен задњи торпедо, подморнице Силајен бежи у правцу запада. У 03:01 сати, на Јамату бележе два поготка торпеда у Конго, док у извештају подморнице Силајен стоји да су три торпеда погодила Конго. Бојни брод Нагато нагло скреће улево, како би избегао било које друго торпедо, међутим једно погађа разарач Ураказе. У 03:04 сати, још једно торпедо погађа разарач Ураказе, услед чега долази до јаке експлозиоје магацина или торпедних цеви. Преломивши се на два дела, Ураказе тоне за два минута, заједно са комплетном посадом. Губитак разарача Ураказе, са десне стране бојног крсташа Конго, је био погрешно протумачен услед велике конфузије, и доводи Јапанце до закључка, да је напад извршен са истока, те стога разарач Јукиказе одлази у том правцу и отпочиње напад дубинским бомбама.
Конго је био погођен у леви бок са два торпеда: једно у прамац, а друго мало према крми по средини брода. Други погодак је изазвао потапање котловских одељења број 6 и 8, али је он и даље имао довољно снаге да настави брзином од 16 kn (30 km/h). Ситуација у погледу разарача Ураказе била је потпуно нејасна; он је толико брзо нестао, да скоро ником у јапанској флоти није било јасно да је потонуо. Међутим, ситуација на Конгу је била под контролом. Он шаље извештај да може да задржи брзину, нашта се доноси одлука да група настави пловидбу и проба да побегне од подморнице. Неки чланова посаде Конга, вратили су се на спавање у својим креветима.
У 04:05 сати, јапански састав је поново откривен на радару подморнице Силајен. На подморници Силајен такође нису знали да је разарач Ураказе био потопљен, а комодор Рајх је сматрао, да је мала дубина његових торпеда изазвала само уленгућа на бојним бродовима. Стога он повећава брзину подморнице на 17 kn (31 km/h), и жури по немирном мору (снага 5 или 6), како би постигао нову позицију за напад. Пар минута раније, и јапанска група је открила присуство подморничког радара и отпочиње око 04:05 сати са цик-цак вожњом.
Међутим, на бојном крсташу Конго су се појавили проблеми. Одлука да се настави крстарећом брзином, доводи до констатног продора морске воде, услед чега се ломи непропусна преграда. Такође, услед великих морских таласа, постепено се ширила рупа на предњем делу брода. Упркос разним опасним ремонтима унутар поплављених и одвојени одељења, Конго је био присиљен да прекине цик-цак пловидбу, и да успори на 12 kn (22 km/h). Након тога, он заузима последње место у колони, са подморницом Силајен за петама. Иако је брод био наваљен на леву страну под углом од 12 степени, Јапанци су са одређеном дозом оптимизма веровали да је штета под контролом и да је заустављен продор воде. Међутим, убрзо са Конга долази један извештај, у коме се каже да се на броду појавила нова пукотина, која је проузроковала раст воде у њему, што доводи до повећања нагиба брода на 14 степена. Неодлучни капетан Шимазаки, захтева дозволу за напуштање флотног састава и одлазак ка луци Чилунг, која је била удаљена свега 65 наутичких миља. Дозвола је дата, а разарачи Хамаказе и Исоказе добија задатак да обезбеде заштиту Конга, који је пловио једва брзином од 10 kn (19 km/h), и био је нагнут на леви бок, под углом од 15 степена.
Посада бојног крсташа Конго, очигледно није обавештена да је он тешко оштећен, а главни официр за навигацију предвиђа да ће за 6 сати да уплове у луку. Убрзо по одвајању од јапанске колоне, Конго се још више нагнуо (под углом од 20 степена), и Шимазаки наређује да се сви чланови посаде пребаце на десну страну брода. Да би невоља била још већа, ухваћени су радарски таласи подморнице Силајен, која се одлучила да прати бојни крсташ Конго, а не главни део јапанског састава. Упркос томе, Силајен није представљао велику опасност. Петанаестак минута након одвајања од главних снага, Конго је већ био нагнут за 45 степена. У машинска одељења почела је да продире вода, и у 05:18 сати, брод је стао непомично на морској површини. Потврда да је Конго фактички већ био изгубљен, ако је то уопште било потребно, дошло је са вешћу да је официр за контролу штете извршио самоубиство због свог неуспеха. Шимазаки издаје наређење да комплетна посада изађа на палубу, и да се припреми за напустање брода. Застава је спуштена уз поздравих свих чланова посаде, док је један од дежурних војника, послат да донесе портрет цара Хирохита.
У 05:22 сати, Шимазаки издаје наређење да се брод напусти, и посаса почиње да се спуста у воду. Разарачи Хамаказе и Исоказе игноришући блиску опасност од пратеће подморнице, прилазе Конгу уз десни бок, како би сакупили што већи број чланова посаде, пре него што их у тамној ноћи немирно море удаљи од Конга. Подморничари на Силајену, су се зачудили када је њихов радар показао да се непријатељ више не креће. Посада Конга се верала преко бока, кад је он нагло почео да се нагиње под угло већим од 60 степена. Пропаст брода је убрзам, када су у 05:24 сати експлодирали предњи магацини за пројектиле од 356 mm, одбацивши део крме и чланова посаде ка небеском своду. Комодор Рајх је забележио „Небески свод је био бриљантно осветљен – изгледало је као залазак сунца у полумраку". Два разарача су била заштићена великм боком Конга, те нису претрпела никакву штете, али је након експлозије Конго веома брзо нестао са пучине мора. Разарачи су наставили да сакупљају преживеле бродоломнике, несвесни да је комодор Рајх могао да их нападне, али он је одлучио да покуша својом подморницом да сустигне преостале бојне бродове, пошто су они били важнија мета од разарача. Спашавање је настављено до свитања, и укупно је спашено 13 официра и 224 осталих чланова посаде. Око 1250 члана посаде је погинуло, укључујући вицеадмирала Сузукија и капетана Шимазакија (постхумно је унапређен у чин контраадмирала). Царски потрет није спашен.
Конго је био једини бојни брод у царској јапанској морнарици, који је потопљен од подморнице, а уједно је био и последње бојни брод у свету, који је потопљен дејством подморнице.

## Листа капетана
- Капетан Наое Накано - 16. август 1913. -1. децембар 1913.
- Капетан Шибакичи Јаманака - 1. децембар 1913 — 1. децембар 1914.
- Капетан Шузо Мацуока - 1. децембар 1914 — 13. децембар 1915.
- Капетан Чуго Аракава - 13. децембар 1915 — 1. децембар 1916.
- Капетан Хансаку Јошиока - 1. децембар 1916 — 1. децембар 1917.
- Капетан Канамару Кијоцугу - 1. децембар 1917 — 1. децембар 1918.
- Капетан Кођуро Нозаки - 9. април 1918 — 20. новембар 1919.
- Капетан Тадацугу Таиђири – 20. новембар 1919 — 12. новембар 1920.
- Капетан Каметаро Мута – 12. новембар 1920 — 20. новембар 1921.
- Капетан Казу Такемицу – 20. новембар 1921 — 1. децембар 1922.
- Капетан Тачики Секи – 1. децембар 1922 — 20. новембар 1923.
- Капетан Коичи Кишии – 20. новембар 1923 — 1. новембар 1924.
- Капетан Сабуро Јасуми – 1. новембар 1924 — 1. децембар 1925.
- Капетан Хађиме Мацушита – 1. децембар 1925 — 1. децембар 1927.
- Капетан Зенго Јошида – 1. децембар 1927 — 10. децембар 1928.
- Капетан Кеничи Итенака – 10. децембар 1928 — 1. децембар 1930.
- Капетан Кеиносуке Икеда – 1. децембар 1930 — 1. децембар 1931.
- Капетан Тошиу Хигураши – 1. децембар 1931 — 1. децембар 1932.
- Капетан Нобутаке Кондо – 1. децембар 1932 — 15. новембар 1933.
- Капетан Таичи Мики – 15. новембар 1933 — 15. новембар 1934.
- Капетан Канеђи Кишимото – 15. новембар 1934 — 15. новембар 1935.
- Капетан Томазо Сугикара – 15. новембар 1935 — 1. децембар 1936.
- Капетан Еиђиро Мацуура – 1. децембар 1936 — 1. децембар 1937.
- Капетан Такео Курита – 1. децембар 1937 — 15. новембар 1938.
- Капетан Јошио Сузуки – 15. новембар 1938 — 20. октобар 1939.
- Капетан Шоџи Нишимура 20. октобар 1939 — 15. новембар 1939.
- Капетан Раизо Танака – 15. новембар 1939 — 15. април 1941.
- Капетан Мориказу Осуги – 15. април 1941 — 20. август 1941.
- Капетан Томиђи Којанаги – 20. август 1941.- 16. децембар 1942. (од 1. новембра 1942. – контраадмирал)
- Капетан Барон Мацуђи Иђуин – 16. децембар 1942 — 17. јул 1943.
- Капетан Тошио Шимазаки – 17. јул 1943. – †21. новембар 1944. (од 1. маја 1944. – контраадмирал)